# Batasio pakistanicus
Batasio pakistanicus är en fiskart som beskrevs av Mirza och Jan, 1989. Batasio pakistanicus ingår i släktet Batasio och familjen Bagridae. Inga underarter finns listade.